# Nurek Dam
La diga di Nurek (in tagico Нерӯгоҳи обии Норак, Nerūgohi obii Norak, che significa 'centrale idroelettrica di Nurek') è una diga in materiali sciolti del Tagikistan costruita sul fiume Vahš, alla frontiera tra la provincia di Khatlon e i distretti di Subordinazione Repubblicana. Con i suoi 304 metri è la diga più alta del mondo.